# Csák nemzetség

A Csák nemzetség címere

A Csák nemzetség honfoglalás kori őse Szabolcs vezér volt. Anonymus szerint unokája volt az államalapításkor élt Csák, akiről a nemzetség a nevét kapta.
Sok jel mutat arra, hogy Szabolcs Árpád közeli rokona volt, azaz a Csák nemzetség a „magyar királyok törzsökéből származik”, ahogy azt a Csák Mór életrajzában 1336 után feljegyzett családi hagyomány mondja.
Ha valóban Szabolcs unokája volt, aki talán Árpádot követte a nagyfejedelemségben, akkor Csák Géza fejedelem kortársa lehetett. A nemzetségben később is a Csák volt a legnépszerűbb személynév, a 13–14. század folyamán kilencet ismerünk belőle. A második legkedveltebb név a nyolcszor előforduló Ugrin volt.

## Birtokai és története
A nemzetség nemzetségi birtokai Fejér megyében a Vértes hegység környékén feküdtek, annak nemzetségi alapját jelentették.
A királyi vármegyerendszer létrejöttekor általában a király tulajdonába kerültek a lakatlan erdőterületek és a nyári legelőterületek, a Vértes azonban kivételt képezett, azt a Csák nemzetség teljes egészében megtarthatta, ami a királlyal, azaz az Árpádok dinasztiájával való rokonságra utal. Egy másik részleges kivételt az Aba nemzetség képviselt.
A nemzetség építette a Csákvár régi földvárát, de az is lehet, hogy egy már korábbi időktől ott létező földvárat vett birtokba. Egy 1146-os oklevél említi Ugrin ispán vértesszentkereszti nemzetségi bencés monostorát, amely a 12. század első felében épült.
Ákos mester Csákvárt I. András, I. Béla és Levente idején a magyarok saját elhatározásukból elpusztították, ami Pauler Gyula szerint III. Henrik 1051. évi támadása idején a felperzselt föld taktikájának része volt. Mályusz Elemér szerint azonban Csákvár pusztulása az 1163. év körüli eseményekhez köthető, amikor a Csákok IV. István ellenkirályt támogatták III. István ellenében, de vereséget szenvedtek a királyt támogató, Ausztriából bejött Hahót lovag seregétől.
A nemzetség a 13–14. századra már 12 ágra szakadt. Miklós ispán 1231-es keltezésű végrendelete említi a nemzetség közös földjeit, azaz ekkorra a nemzetség már ágakra szakadt és voltak nem közös földjeik is. 1231 után viszont már kevés kivétellel nincs utalás közös földekre, tehát ezután nem sokkal végleg megosztoztak az ágak a birtokokon. Csákvár és közelében Kér, úgy tűnik közös maradt, három ág megmaradt részletes birtoklistájának mindegyikén szerepelnek. A nemzetség birtokai ekkora már Veszprém vármegye északkeleti és Komárom vármegye déli részeire is kiterjeszkedtek.

### A nemzetség ágai
A nemzetség ágnevei nem korabeliek, hanem a modern kor kutatóitól származnak.
- Ugodi ág
- Kisfaludi ág
- Dudari ág
- Trencséni ág – Az ág első ismert tagja Csák nembeli Máté (†1245-49) (I. Máté) apja nevét és így felmenőit nem ismerjük. Ő és utódai Komárom megyén keresztül a Dunától északra kezdtek terjeszkedni. I. Máté csak néhány birtokot szerzett ott, amelyeket nem is örökített családjára, de három kisebb fia – I. István, II. Máté és I. Péter – Hrussó vár, a tapolcsányi vár és Komárom központtal jelentős birtoktesteket alakítottak ki Nyitra, Bars és Komárom megyében, amelyekre azután Péter fia, Csák Máté (III. Máté) alapozta trencséni központú tartományúri hatalmát. Az első fiú, I. Márk utódai Fejér megyében maradtak, a nemzetség ősi területén, Csákvár, valamint a III. András idején megszerzett Csókakő környékén, és hamar megszakították kapcsolatukat a trencséni ág többi tagjával, akik közül III. Máté és testvére, II. Péter leszármazottai értek meg néhány generációt.[3]
- Újlaki ág

## A nemzetség ismert tagjai
Az egyes ágak első személyei kutatónként eltérőek lehetnek. Az A1, A2 és A3 testvéreket jelöl.
- Csák a nemzetség névadó őse I. István idején
- Csák nembeli Ugrin (ispán, 1146 körül)[3]

- A1 Ugrin, Győr püspöke, majd (†1204) esztergomi érsek [6]

### Kisfaludi ág
- A2 Miklós (1204-1239), Csanád vármegye és Pozsony vármegye ispánja, †1239; első és második felesége: ismeretlen. 1231. évi végrendelete úgy említi Ugrin érseket mint fraterét, valójában inkább unokaöccse lehetett.[3]
  - Izsák [első házasságból] , fl 1231-47, Pozsony vármegye főispánja[6]
  - Lőrinc [második házasságból], fl 1231-78, ispán[6]
    - Lőrinc
      - János Kisfaludi, fl 1358-63; Felesége: Patyi Dominika; a Kisfaludy család alapítója, őse, az utódok már nem a Csák leszármazottak[6]

  - János [második házasságból], 1232-78; feleség: az Osl Katalin (1258), akinek az apja Osl nembeli I. Herbord (fl. 1230-1270) comes, baranyai ispán, főlovász és főétekfogó mester.[6]
    - Domokos, fl 1298-1305;[6] feleség: a Héder családbeli Margit (fl 1317)
      - Egyed, fl 1317
      - János, fl 1317;[6] a Linkóháti, Ugron de Mihály, Csáki de Mihály családok alapítója, őse

    - Ugrin, fl 1299-1305[6]
      - Pál, fl 1358-77[6]
        - István, fl 1363[6]
        - Miklós, fl 1363[6]
        - János, fl 1363[6]
          - Péter, fl 1405

    - János, fl 1298-1305

  - Márk [második házasságból], †1278 előtt

### Trencséni ág
- A3 Máté, tárnokmester, +1245/49; feleség: Margit (vezetéknév ismeretlen) (fl 1276)
  - Márk, Hont vármegye ispánja, fl 1247-59
    - István, Bakonyi erdőispánság ispánja, fl 1279-1307
      - Péter, lovászmester, fl 1309-37
        - Domokos Dombai, fl 1332-59; felvéve a Dombai nevet
          - László, fl 1383-98
            - Frank, +1440/44; feleség: Szerdahely(i) Fruzsina Dersffy (fl 1445-49)
              - Pál, lovászmester, fl 1444-87
                - Pál, fl 1492-1520; feleség: Krisztina (vezetéknév ismeretlen) (fl 1519-20)
                  - János,Tolna ispánja, fl 1523-31; feleség: Werbőczi Erzsébet (fl 1551)
                    - Anna, fl 1557; férj: Henyei Miklós

                - Miklós, fl 1492-1505
                  - Farkas, fl 1523-33

                - Anna, fl 1482-86; férj: Szekcső(i) (Kőszegi) Herczeg Miklós
                - Margit; férj: Szerdahely(i) Imreffy István (fl 1452-98)
                - Katalin; férj: Várdai Ferenc

              - László, lovászmester, fl 1445-75
              - Katalin, fl 1449; férj: Szerdahelyi Ders (fl 1449)

            - Jeronima, fl 1442; férj: Szomszédvár(i) Tóth János

        - László, fl 1332
        - Péter, fl 1332

      - Márk, fl 1309
      - István, fl 1323-29
      - nő testvér; férj: Rátót családbeli Lóránd, Vas vármegye és Sopron vármegye ispánja

    - Péter, fl 1279-90
    - nő testvér; első férj: Réde(i) Bana Jakab; második férj: a Lőrinte családbeli Lőrinte

  - István, Pozsony vármegye ispánja, (†1279-83 között)
  - Máté, nádor, †1283/84
  - Péter, Trencsén ura, (1240 körül – 1283-84); egyes történészek őt tekintik a Csák család trencséni ágának első tagjának
    - C1 Máté (Trencséni Máté[7]), nádor (1296-97)+(1310-11), Trencsén, Vág és a Tátra ura, (1260 körül – Trencsén, 1321. március 18.)
      - D1 Máté, +before 1321; feleség: Guta di Savoia-Vaud (?)
        - E1 Máté, fl 1338-56; feleség: Kunigunda (vezetéknév ismeretlen)
        - E2 Jakab, fl 1340

      - D2 nő testvér; férj: Dezső (vezetéknév ismeretlen) (fl 1318)

    - C2 Csák, fl 1291-1300
    - C3 nő testvér; férj: Zdislav Sternberg
      - D1 István Cseh, Lord of Trencsén (1321), fl 1316-57

### Ugodi ág
- Luka/Lukács
  - Demeter (fl. 1217–1254), országbíró (1233–1234; 1242–1245), asztalnokmester, Vas vármegye, Pozsony vármegye, Bács vármegye, Moson vármegye és Csanád vármegye ispánja
    - Csák (fl. 1264–1270), cimzetes bán és Moson vármegye és Nyitra vármegye ispánja, a Bakonyi erdőispánság ispánja (1264-1270)
    - Ugod ispán (fl. 1264–1270)[6]
      - Demeter (fl. 1277–1285), a Bakonyi erdőispánság ispánja (1281);[6] feleség: Kőszegi nemzetségbeli nő
        - Boldog Csák Móric (1280 körül – Győr, 1336. március 20.) Domonkos-rendi szerzetes
        - Csák (+1309 előtt),[6] a (Csák) Ugodi ág utolsó férfi leszármazottja
        - Kunigunda vagy Kingus (fl. 1317), férj: Rátót II. Gyula; 1279)[6]
          - Demeter
          - Gyula
            - lány

      - István (fl. 1270–1277), Nyitra vármegye ispánja, felesége: Márta (vezetékneve ismeretlen)[6]
        - Balázs fl. 1277[6]

    - nő, férj: Győrbéli Csépán

  - Ádám[6]
    - Pál[6]
      - Péter (fl. c. 1305)[6]

  - ismeretlen nevű leány, Győr nembéli Csépán nádor fiának felesége (meghalt: 1232 előtt)

### Újlak(i) ág
- Bás vagy Péter, ispán
  - Simon (+1267) ispán[8]
  - Bás[9] vagy Beers ispán[8]
    - Csák[9]
      - János (-1324 előtt), Országbíró (1311–1314)[9][10]

    - Ugrin, Spalato püspöke (1244–1248)[9]

  - Pósa (Pous, Pózs)[8], tárnokmester (1235), szörényi bán (1235) vasi ispán, fejéri ispán, bácsi ispán (1225-1235)
    - Ugrin (c. 1240–1311), szörényi bán, lovászmester (1272–1274), szerémi ispán (1272–1273), címzetes bán, országbíró (1275), erdélyi vajda (1275–1276), bánya ispán (1277), tárnokmester (1277–1279), macsói és boszniai bán (1278–1279), pozsegai ispán (1293). 
      - Miklós (Ujlaki Miklós) királynéi tárnokmester, macsói bán és baranyai ispán, országbíró és szerémi ispán (1311–1359)
        - László (meghalt: 1364 előtt)[8]

  - Ugrin (†1241) kalocsai érsek, királyi kancellár, a muhi csatában esett el[9]
  - Domokos C

### Kendertó ág
- Miklós
  - Máté (fl. 1263)
    - Miklós (fl. 1315–1336; +1367 előtt), fiúutód nélkül halt meg
      - Máté (fl. 1336)
      - László (fl. 1336)
      - Katalin (fl. 1336–1367), férj: Málasi Demetrius. Élő fiú testvér híján, gyaníthatóan királyi engedéllyel, Katalin volt az örökös.
        - Miklós (fl. 1367), fehérvári Kanonok
        - Mihály (fl. 1367)
          - Anna (fl. 1398), férj: Apáti Ferenc

        - Erzsébet (fl. 1383), férj: Klemens, fehérvári polgár

    - leány (?)

### Besorolatlanok
- Péter
- Domokos, Kun Erzsébet udvarbírója V. István halálakor (1272), Péter fia
- Györke, 1312-ben Fejér megyében volt birtokos. Fiai Károly Róbert oldalán harcolva estek el a rozgonyi csatában.[11]

### Megjegyzés
- * = születés
- † = elhalálozás
- b.é. = biztosan élt
- h. = házasság
- 1.h., 2.h. = 1., 2. házasság
- [1.h.], [2.h.] = 1., 2. házasságból
- N = ismeretlen nevű (keresztnevű)